# Петрушинская балка
Петрушинская балка (также известна как Балка смерти, нем. Todesschlucht) ― место на окраине Таганрога, на котором в 1941―1943 годах во время оккупации города нацистами было убито около 7000 советских граждан.

## Расположение
Петрушина ― это тонкая песчаная коса на берегу Таганрогского залива Азовского моря. Располагается на юго-западной окраине Таганрога.
В Петрушинской балке располагается глиняный карьер, который был образован в начале XX века при кирпичном заводе, который более не существует. Недалеко от карьера находится Таганрогский авиационный научно-технический комплекс имени Г.М. Бериева.

## Оккупация Таганрога
17 октября 1941 года соединения 5-й танковой дивизии СС «Викинг» и 1-й дивизии СС «Лейбштандарт СС Адольф Гитлер» из 1-й танковой армии подошли к окраинам Таганрога. Несколько танков совершили прорыв к морскому порту и с высокого обрыва открыли огонь по канонеркам «Кренкель» и «Ростов-Дон», причём последний транспортный корабль в это время эвакуировал женщин и детей. Началась 683-дневная оккупация Таганрога.
Айнзацкоманда 10a проводила систематический геноцид населения Таганрога начиная с первых дней оккупации. Множество граждан (евреи, цыгане, коммунисты, комсомольцы, и все, кто подозревался в сотрудничестве с членами Таганрогского подполья) препровождались от Владимирской площади (ныне площадь Мира) в Таганроге в село Петрушино (рядом с ТАНТК им. Г.М. Бериева), где их расстреливали в Петрушинской балке (Schlucht des Todes).

## Массовые убийства
Массовые убийства в Таганроге начались в рамках осуществления т.н. «окончательного решения еврейского вопроса». 22 октября 1941 г. оккупационная администрация издала указ, согласно которому все евреи были обязаны носить звезду Давида и знак регистрировать в гарнизонной комендатуре. За ним последовало Обращение к еврейскому населению Таганрога, подписанное комендантом Альберти. «Обращение» призывало всех евреев собраться 29 октября 1941 г. в 8:00 на Владимирской площади, откуда они должны были быть доставлены в гетто. Альберти пояснил, что эта мера необходима в связи с предполагаемым ростом антисемитизма среди местного населения, и что немецкая полиция и гестапо лучше бы справились с управлением, если еврейское населения будет размещено в отдельном районе города: 

«Для проведения в жизнь этого мероприятия все евреи обоих полов и всех возрастов, а также лица из смешанных браков евреев с неевреями должны явиться в среду, 29 октября 1941 года, к 8 часам утра на Владимировскую площадь города Таганрога.
Все евреи должны иметь при себе свои документы и сдать на сборном пункте ключи от занятых до сих пор ими квартир. К ключам должен быть проволокой или шнурком приделан картонный ярлык с именем, фамилией и точным адресом собственника квартиры. Евреям рекомендуется взять с собой ценности и наличные деньги; по желанию можно взять необходимый для устройства на новом местожительстве ручной багаж. О доставке остальных оставшихся на квартире вещей будут даны дополнительные указания. Беспрепятственное проведение в жизнь этого распоряжения — в интересах самого еврейского населения. Каждый противодействующий ему, а также и данным в связи с этим указаниям еврейского совета старейшин берет все ответствие за неминуемые последствия на самого себя»

29 октября 1941 г. все евреи города Таганрога (около 2500 человек) собрались на Владимирской площади, предварительно своевременно зарегистрировавшись в здании школы № 27, которое располагалось перед Владимирской площадью. После этого их доставили на грузовиках к балке возле авиазавода Бериева, где они были расстреляны коллаборационистами из Шуцманшафта. Действо проходило под контролем Отто Олендорфа, начальника айнзатцгруппы D. Из всех еврейских детей, которые в то время проживали в Таганроге, только 14-летнему мальчику Володе Кобрину удалось избежать верной смерти, благодаря помощи нескольких таганрожцев, в первую очередь ― благодаря Анне Михайловне Покровской, которой 19 июля 1996 года было присвоено звание Праведника народов мира, грамота об этом была ей вручена  профессором Ализой Шенхар, послом Израиля в России.
21 августа 1943 года, за неделю до освобождения Таганрога Красной армией, 80 граждан (рабочие, женщины, молодёжь) были расстреляны на берегу Таганрогского залива, на косе Петрушино.

## Число убитых
Оценки общего числа погибших на балке Петрушино и в городе Таганроге во времена немецкой оккупации варьируются. Согласно информации Государственного архива, около 7000 таганрожцев (из них 1500 детей разных возрастов) были расстреляны в Петрушинской балке. Однако большинство современных источников утверждают, что число погибших составляет 10 000 и более.

## Расследование и наказание виновных
После освобождения Таганрога, 1 сентября 1943 года был проведён публичный осмотр братской могилы расстрелянных в Петрушино. Секретарь Таганрогского городского комитета Коммунистической партии Александр Зобов выступил с речью перед собравшимися гражданами. Медицинская комиссия разрешила эксгумацию 31 трупа с верхнего уровня.
Гельмут Альберти в ноябре 1947 года был осуждён в ходе Севастопольского судебного процесса (в том числе за организацию убийства таганрогских евреев) к 25 годам.

## Память
В августе 1945 года на братской могиле в Балке смерти был возведён скромный обелиск. Работа над проектом большого мемориального комплекса была начата в 1965 году. В мае―июле 1967 года проект мемориального комплекса, разработанный архитекторами из Ростова-на-Дону, был представлен публике в Таганрогском доме культуры. Хотя проект был принят благосклонно, реализован он не был.
Следующий проект был предложен архитектором Владимиром Павловичем Грачёвым, и он уже был частично воплощён в жизнь в 1973 году, к 30-летию освобождения Таганрога Красной армией. Стела была 18 метров в высоту. Первое название этой композиции ― «Жертвы», но после нескольких обсуждений оно было изменено на «Борцы».

Каждый год 30-го августа, в день освобождения Таганрога, делегации от местного самоуправления, должностных лиц и работников, ветеранов войны, людей, переживших немецкую оккупацию, школьников, духовенства посещают комплекс, в котором проводятся памятные мероприятия.
- Памятник «Борцы»
- Мемориал
- Памятный камень
- Памятный камень в честь неизвестного матроса
- Памятная доска в память жертв среди еврейского населения
- Мемориал жертвам Холокоста

## В литературе
События в Балке смерти описаны в романе «Герои Таганрога» советского писателя Генриха Борисовича Гофмана.